# Sancho I van Navarra
Sancho Garcés I (ca. 865 – Resa, 10 december 925) was koning van Navarra van 905 tot 925.

## Biografie
Sancho Garcés, zoon van García Jiménez, was een lid van het Huis Jiménez. Na de dood van García Íñiguez in 870, werd Sancho gouverneur van Valdonsella en begon al snel de omringende gebieden binnen te vallen.
Hij bezette Pamplona toen dat nog onderdeel uitmaakte van het koninkrijk van Fortún Garcés, waarbij hij geholpen werd door Alfons III van Asturië en de graaf van Pallars. Het recht op troonopvolging door de kinderen van Fortún Garcés werd ontbonden en geschonken aan Toda, de kleindochter van Fortún Garcés. Sancho Garcés huwde haar in 905 en zo wettigde hij (enigszins) het bezit van de troon van Pamplona.
Toen de graaf van het graafschap Aragón, Galindo Aznárez II, stierf, bezette Sancho Aragón waarbij hij ook de rechten van de opvolgers ontnam. Dat vormde voor de moorse heerser van Huesca, at-Tawil, de reden om de strijd aan te binden met Sancho. At-Tawil was getrouwd met Sancha, de zus van de graaf, en had zo recht op opvolging. Dat recht werd hem door Sancho ontnomen.
Het probleem loste zichzelf echter op, door het aangekondigde huwelijk van Andregoto Galíndez (dochter van Galindo Aznárez II) met Garcés (de zoon van Sancho I), de latere koning García Sánchez, die ten tijde van het huwelijk nog slechts een kind was.
Sancho breidde zijn rijk flink naar het westen uit tot aan de streek La Rioja waar hij enkele gevechten met de moslims voerde. Hij veroverde Nájera waar hij zijn hoofdkwartier vestigde.
Hij onderhield een goede vriendschap met Ordoño II van León en trok ten strijde in San Esteban de Gormaz (917), maar werd in Valdejunquera verdreven door Abd al-Rahman III (920).

## Successen
Tijdens zijn heerschappij voerde hij het gebruik van muntgeld in, daarmee was hij een van de eerste vorsten binnen de christelijke wereld.
Nájera werd het politiek centrum van de christelijke wereld en er werden verschillende huwelijken voltrokken tussen de dochters van Sancho Garcés I en koningin Toda Aznar:
1. Urraca van Pamplona huwde Ramiro II van León
2. Oneca van Pamplona huwde Alfons IV "El Monje" van León. Zij was koningin van León tussen 926 en 931, het jaar waarin ze stierf
3. Sancha van Pamplona huwde eerst Ordoño II van León, nadien de graaf van Alavés Álvaro Herrameliz en een derde keer met Ferdinand González, graaf van Castilië
4. García I Sánchez, koning van Pamplona, huwde Andregoto Galíndez en later Theresia van Asturië
5. Velasquita of Belasquita Sánchez huwde eerst graaf van Biskaje Mumo (Nuño), huwde in tweede instantie Galindo van Ribagorza en een derde keer met Fortún Galíndez
6. Munia (Muña) van Pamplona huwde Ordoño I van Asturië
7. Orbita van Navarra huwde (waarschijnlijk) al-Tawil, gouverneur van Huesca. Het zou een postuum geboren dochter kunnen zijn, vanwege haar bijnaam "la huérfana"

Koning Sancho Garcés I stierf nabij Resa aan de oever van de rivier de Ebro. Hij werd begraven in San Esteban de Deio en Monjardín. Zijn broer Jimeno Garcés volgde hem op.